# مکین، پاکستان
مکین (به انگلیسی: Makin) یک منطقهٔ مسکونی در پاکستان است که در وزیرستان جنوبی واقع شده‌است. مکین ۱٬۷۰۰ متر بالاتر از سطح دریا واقع شده‌است.